# غراندي إيغويلي
غراندي إيغويلي (بالإنجليزية: Grande Aiguille)‏ هو أحد جبال سلسلة جبال الألب بينيني وجزء من القمة الأم كومبين دي كورباسيري يقع في كانتون فاليز، سويسرا. يبلغ ارتفاع الجبل حوالي 3682 متر، بينما يبلغ ارتفاع نتوء الجبل 223 متر.